# Archiv Senátu
Archiv Senátu je specializovaný archiv Senátu Parlamentu České republiky (akreditovaný od roku 2007), zřizovatelem je Kancelář Senátu. Adresa archivu pro podání je totožná s adresou Kanceláře Senátu, prostory má v Malém Fürstenberském paláci.
Archiv vznikl roku 1996 spolu se vznikem Senátu, možnost vytvořit jednotný parlamentní archiv pro obě komory nebyl realizován (mimo jiné kvůli obavě z vytvoření závislosti Senátu na Poslanecké sněmovně). Vznikl analogicky jako menší Archiv Poslanecké sněmovny se třemi, později dvěma zaměstnanci. Uchovává 302 bm archiválií v 15 archivních fondech, pouze archiválie z doby po roce 1996 (archiválie z činnosti Senátu Národního shromáždění jsou uloženy v Archivu Poslenecké sněmovny).

## Vedoucí pracovníci
- David Kraus (1996–1998)
- Jiřina Prokopová (1998–2008)
- Alexandra Blodigová (2008–2013)
- Jitka Horská (2013–2014)
- Martina Šumová (od 2014)